# Éliane Excoffier
Éliane Excoffier (nascida em 1971) é uma fotógrafa canadiana.
O seu trabalho encontra-se incluído nas colecções do Musée national des beaux-arts du Québec, e do Museé des beaux-arts de Montreal.